# Kill

kill (с англ. — «убить») — одна из стандартных функций операционных систем семейства UNIX.

## Синтаксис и параметры
В командной строке для остановки какого-либо процесса преобладает следующий синтаксис:
- kill [ -s сигнал | -p ] [ -a ] pid...
- kill -l [ сигнал ]

Где:
pid …
Указать список идентификаторов процессов, которым команда kill должна послать сигнал. Каждый аргумент pid должен быть номером процесса либо его именем.
-s
Указать посылаемый сигнал. Сигнал должен быть указан по имени либо по номеру.
-p
Указывает, что команда kill должна вывести идентификаторы (pid) поименованных процессов, но не посылать им сигнал.
-l
Выводит список имён сигналов. Эти имена можно посмотреть также в файле /usr/include/linux/signal.h (или /usr/include/signal.h)

## Принцип действия
Команда Kill посылает указанный сигнал указанному процессу. Если не указано ни одного сигнала, посылается сигнал SIGTERM. Сигнал SIGTERM завершает лишь те процессы, которые не обрабатывают его приход. Для других процессов может быть необходимым послать сигнал SIGKILL, поскольку этот сигнал перехватить невозможно.
Большинство современных оболочек имеют стандартную встроенную команду kill.